# Verdi. Biographie critique

Verdi. Biographie critique est une biographie de Giuseppe Verdi publiée en 1912 par Camille Bellaigue.

## Historique
En 1886, Arthur Pougin publie Verdi : histoire anecdotique de sa vie et de ses œuvres, première biographie en français du compositeur italien d'opéras de la période romantique Giuseppe Verdi. « Fidèle ami français de Verdi », le critique musical et musicographe Camille Bellaigue consacre de nombreux écrits au compositeur. En 1912 il publie la première biographie en français éditée après la mort du musicien : Verdi. Biographie critique, qu'il dédie à son autre grand ami Arrigo Boito « En souvenir du maître [qu'ils ont] aimé ». Dans une lettre qu'il lui adresse quelques années après la mort de Verdi, Boito met cependant en garde l'auteur, catholique convaincu : « Dans le sens idéal, moral, social, c'était un grand chrétien, mais il faut bien se garder de le présenter comme un catholique au sens politique et strictement théologique du mot : rien ne serait plus contraire à la vérité. ». Porté par son idée morale de la mélodie, Bellaigue s'attache à faire ressortir dans l'œuvre de Verdi ce qu'il appelle la « mélodie enveloppée ».

## Structure
- I. La jeunesse. — Les premières œuvres, d'Oberto à Luisa Miller
- II. La trilogie populaire : Rigoletto, le Trovatore et la Traviata
- III. L'évolution : Don Carlos, Aida. — Le Requiem et la musique religieuse
- IV. Les deux chefs-d'œuvre : Otello et Falstaff . — Conclusions